# 二托虫囊菌科
二托虫囊菌科为二托虫囊菌目的一科真菌。

## 下属分类
- 二托虫囊菌属 Herpomyces